# ماریو کروی
ماریو کروی (ایتالیایی: Mario Cervi;) ; زاده ۲۵ مارس ۱۹۲۱ – ۱۷ نوامبر ۲۰۱۵) نویسنده اهل ایتالیا بود.
 او در روزنامه il Giornale، که در آن ستون‌نویس و سپس معاون ویراستار بود، همکاری کرد.